# Пепе, Симоне
Симо́не Пе́пе (итал. Simone Pepe; род. 30 августа 1983, Альбано-Лациале, Лацио, Италия) — итальянский футболист, полузащитник. Выступал за сборную Италии.

## Карьера

### Клубная
Пепе — воспитанник столичной «Ромы», но за римский клуб он не сыграл ни разу. Дважды «Рома» отдавала Пепе в аренду. В «Лекко» он провел 5 матчей, не забив ни одного мяча. Куда удачней Пепе провел сезон 2002/03, когда он сумел закрепиться в основе «Терамо», проведя за клуб 31 матч и забив 11 голов.
В 2003 году игрок Пепе куплен «Палермо». Прежде чем дебютировать в Серии А, Пепе отдали в аренду «Пьяченца». В 2005 году «Палермо» вернул его из аренды, надеясь найти в нём замену Луке Тони, ушедшему в «Фиорентину», но Пепе не смог закрепиться в команде и перешёл в «Удинезе».
У игрока были хорошие перспективы, но он не смог конкурировать с Асамоа Гьяном, который великолепно показал себя на чемпионате мира 2006 года и вновь отправился в аренду — на этот раз в «Кальяри». Вернувшись в «Удинезе» Пепе наконец-то смог освоиться в команде.
9 июня 2010 года подписал контракт на три года с туринским «Ювентусом»; заработная плата составила 7,5 млн евро за весь период договора. 22 июня 2011 года «Ювентус» выкупил у «Удинезе» все права на футболиста за €7,5 млн и подписал с игроком контракт сроком на 4 года. В августе 2015 подписал контракт с «Кьево».

### Сборная Италии
Пепе прошёл большинство юношеских и молодёжных команд сборной Италии, довольно часто забивая. В основной сборной дебютировал в 25-летнем возрасте 11 октября 2008 года в Софии в отборочном матче чемпионата мира 2010 года против сборной Болгарии (0:0).

## Достижения

### Командные
«Палермо»
- Победитель Серии B: 2003/04

«Ювентус»
- Чемпион Италии (4): 2011/12, 2012/13, 2013/14, 2014/15
- Финалист Кубка Италии (1): 2011/12
- Обладатель Кубка Италии (1): 2014/15
- Обладатель Суперкубка Италии (2): 2012, 2013